# Nukuoro

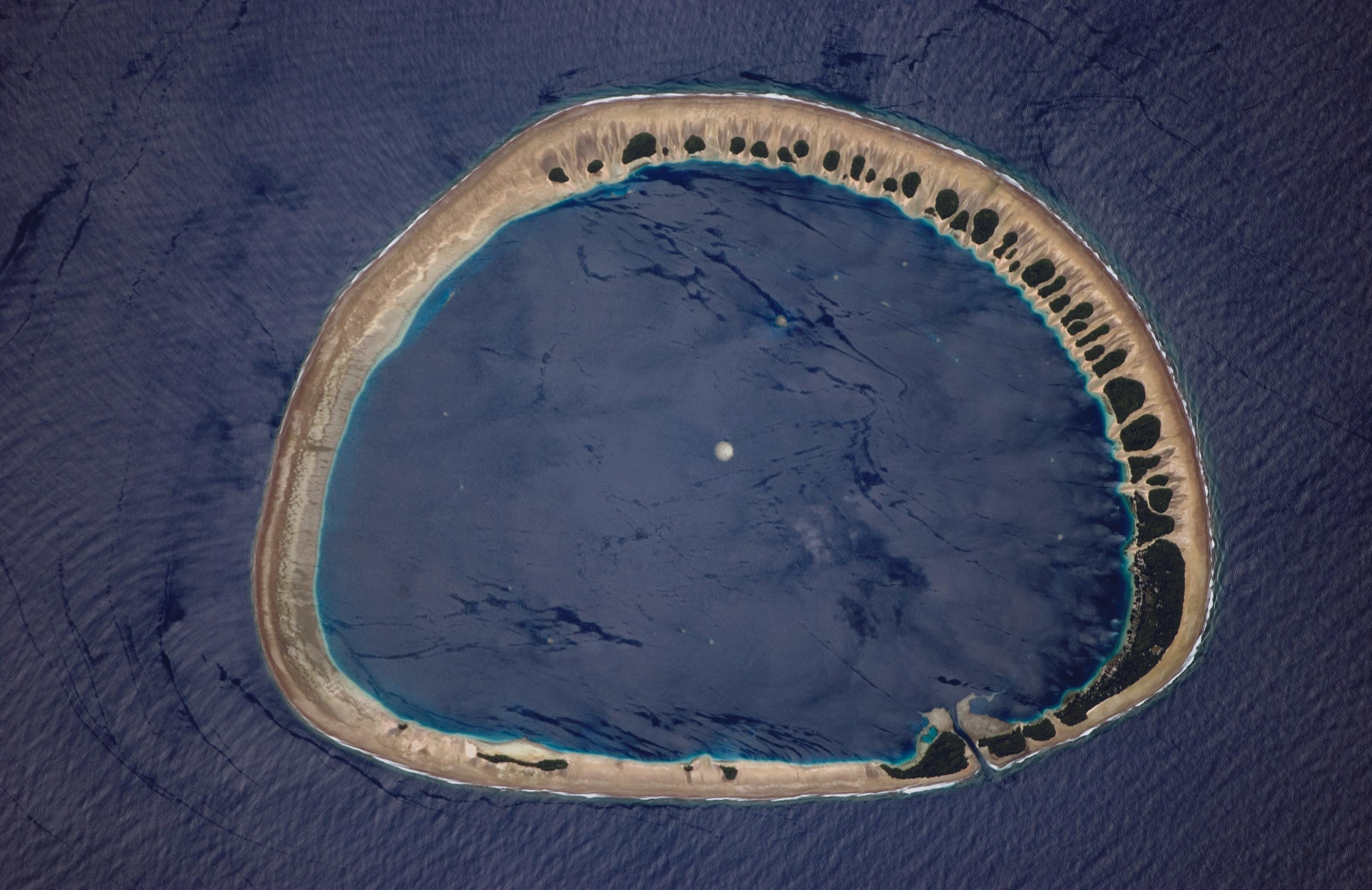
Nukuoro desde el espacio.

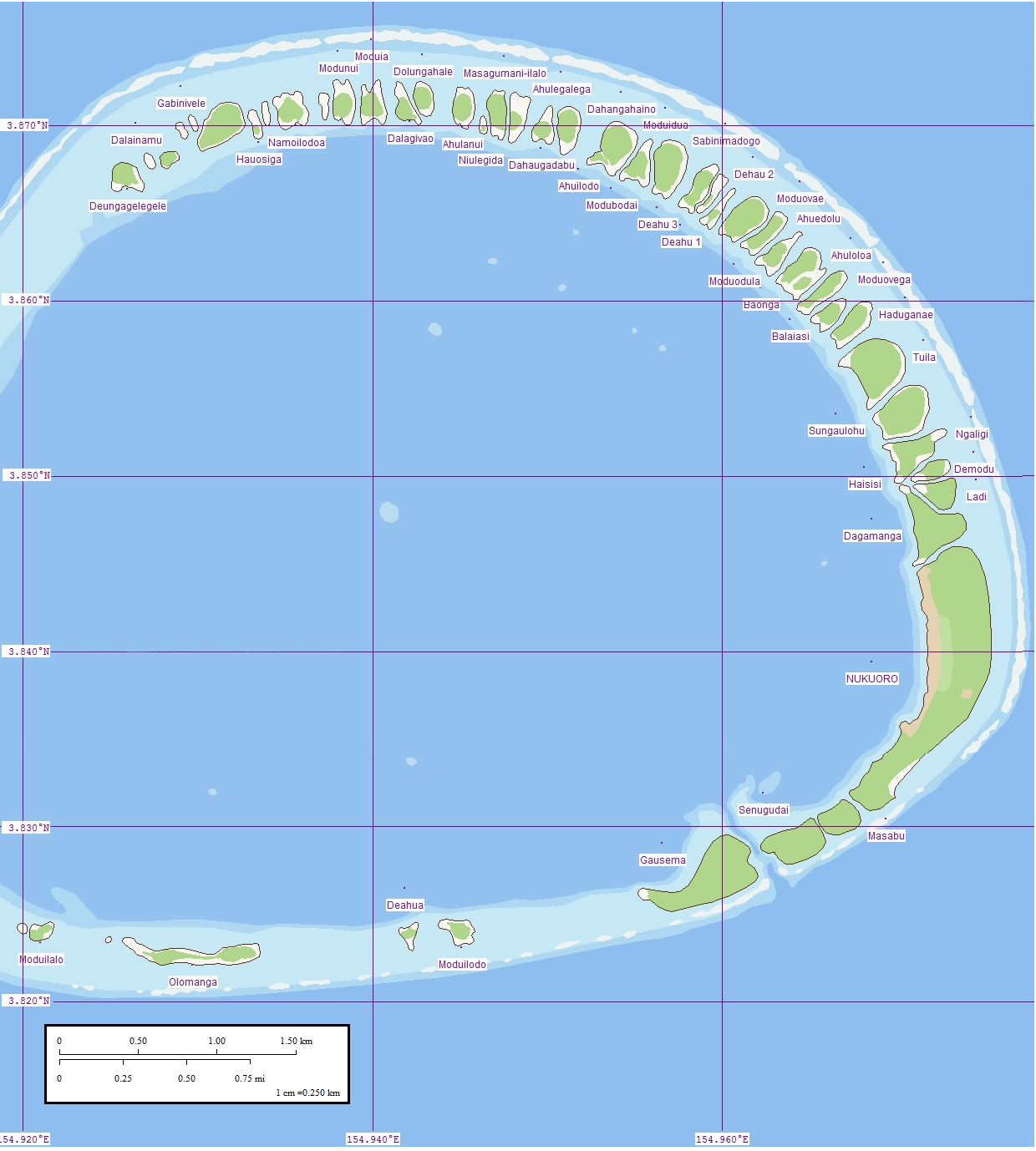
Mapa de Nukuoro

Nukuoro es un atolón perteneciente a los Estados Federados de Micronesia.
Se trata de un municipio del estado de Pohnpei integrado en los Estados Federados de Micronesia. A excepción de Kapingamarangi, es el atolón más al sur del país. Nukuoro tenía en 2007 una población de 372 habitantes, aunque varios centenares de sus habitantes viven en Pohnpei. La superficie total, incluyendo la laguna, es de 40 km², con una superficie emergida de solo 1,7 km², que se divide entre más de 40 islotes que se encuentran en los lados norte, este y sur de la laguna. Con mucho, el mayor islote es Nukuoro, que es el núcleo de población más importante y la capital del municipio.
Los habitantes hablan el idioma nukuoro, que está estrechamente relacionado con el idioma kapingamarangi, es una lengua polinesia relacionada con las lenguas de Samoa y Tokelau. Nukuoro y Kapingamarangi forman parte de las llamadas «islas periféricas polinesias» culturas que se extienden fuera del triángulo polinesio. Los pobladores dicen que las primeras personas que llegaron a establecerse en Nukuoro y Kapingamarangi lo hicieron hacia el 1700 y provenían de Samoa en el Pacífico Sur, a 3500 km de distancia. Entre ellos estaba el rey Vave Hauhagamoe. Los pobladores dicen que el padre de Vave, el rey Matuamahi, estaba muy enfermo y en su lecho de muerte. Matuamahi tenía dos hijos. Vave era mayor que su hermano, del que no se sabe el nombre, ambos se enfrentaron en una batalla por la sucesión, Vave fue derrotado y tuvo que abandonar Samoa para empezar una nueva vida en otro lugar, nunca regresó a Samoa. El rey Vave zarpó en canoas con su esposa y su gente, tras muchos días en el mar, enfrentándose a grandes tormentas, avistaron tierra, tuvieron que atravesar peligrosos arrecifes para acceder a la laguna y así es como llegaron a la isla de Nukuoro. Allí se establecieron él y su pueblo.
La laguna tiene unos seis kilómetros de diámetro. La pesca, la ganadería y la agricultura (taro y copra) son sus principales actividades. Un reciente[¿cuándo?] proyecto ha establecido un criadero de ostras perlíferas, y ha sido un éxito que ha permitido incrementar los ingresos de las gentes de la isla. Nukuoro es una isla remota, carece de aeródromo y se comunica por medio de un barco que visita la isla de forma irregular cada varios meses. La isla no recibe turistas salvo la ocasional visita de algunos yates. Hay una escuela de cuatro aulas, pero los niños mayores de 14 años deben viajar a Pohnpei para asistir a la escuela secundaria.